# Шалимов, Николай Дмитриевич
Никола́й Дми́триевич Шали́мов (20 мая 1925 — 28 апреля 1960) — сержант Рабоче-крестьянской Красной армии, участник Великой Отечественной войны, Герой Советского Союза (1944).

## Биография
Родился в деревне Верховье-Люторичи (ныне — в Узловском районе Тульской области) в семье крестьянина. Русский.
Окончил 4 класса. Работал трактористом на Узловской МТС. В Красной армии с января 1943 года, с этого же времени на фронте.
Командир отделения мотострелкового батальона 2-й механизированной бригады (5-й механизированный корпус, 6-я танковая армия, 2-й Украинский фронт) комсомолец сержант Н. Д. Шалимов в ночь на 19 марта 1944 года с отделением в числе первых преодолел реку Днестр, занял оборону на господствующей высоте в районе города Могилёв-Подольский и отразил несколько контратак противника, обеспечивая форсирование реки подразделениями полка.
Звание Героя Советского Союза присвоено 13 сентября 1944 года.
В 1945 году демобилизован и вернулся на родину.
Работал бригадиром тракторной бригады. Умер в 1960 году. Похоронен в селе Высоцкое Узловского района.

## Награды
- Герой Советского Союза (13 сентября 1944 года)
- Орден Ленина (13 сентября 1944 года)
- Медали